# Моніка (радар)
Моніка (англ. Monica)— хвостовий радіолокаційний попереджувальний радар для бомбардувальників, представлений Королівськими ВПС у червні 1942 року. Офіційно відомий як ARI 5664, працював на частотах близько 300 МГц (на межі між VHF і UHF). Система також використовувалася ВПС США під назвою AN/APS-13 і псевдонімом Арчі.

## Історія
Monica була розроблена в підрозділі підтримки бомбардувальників (BSDU) у Вустерширі. Після того, як Люфтваффе стало відомо про Моніку з розбитого бомбардувальника, німецькі вчені розробили пасивний радіолокаційний приймач під назвою Flensburg (FuG 227). З початку 1944 року FuG 227 використовувався екіпажами нічних винищувачів, щоб налаштуватися на бомбардувальники союзників за допомогою Monica. Проте вранці 13 липня 1944 року 7. Нічний винищувач Junkers Ju 88 G-1 Staffel / NJG 2, оснащений Flensburg, помилково приземлився в Британських ВВС Вудбрідж. Після перевірки обладнання Фленсбурга Королівські ВПС наказали вивести Моніку з усіх літаків командування бомбардувальників. AN/APS-13 використовувався як радарний висотомір під час атомних бомбардувань Хіросіми та Нагасакі 509-ю комбінованою групою ВПС США.